# Омае Кенічі
Омае Кенічі (яп. 大前 研, 21 лютого 1943, Кітакюсю, префектура Фукуока) — японський фахівець в галузі стратегічного менеджменту.
Кенічі Омае називають «Містер Стратегія». Він удостоївся титулу «Єдиний японський гуру менеджменту» від газети Financial Times, а журнал The Economist включив його в п'ятірку провідних експертів в області управління бізнесом.
Кенічі Омае — творець моделі трьох факторів («стратегічний трикутник»), що впливають на успіх стратегії компанії — Моделі 3С. 
Згідно Омае, успішний стратег повинен фокусуватися на наступних трьох факторах: 
- Компанія (Corporation)
- Клієнт (Customer)
- Конкуренти (Competitors)